# クーラ・シェイカー
クーラ・シェイカー（Kula Shaker）はイギリス、ロンドン出身のロックバンドである。1995年にメジャーデビューした。バンド名は9世紀のインドのクラシェクハラ王に由来する。

## 概要
1960年代風ロックンロールにインド音楽がブレンドされた情緒的かつグルーヴィな東洋趣味的サイケデリック・ロックを鳴らし、ブリットポップブームの英国において一世を風靡した。その後ブームの終息とともにバンドは一旦解散するが、紆余曲折を経て2006年に再結成を果たした。
日本では、クリスピアン・ミルズ（ボーカル）の美麗なルックスとあいまって人気が爆発し、デビュー当時から現在に至るまで根強い人気を維持している。

## メンバー

### 現メンバー
- クリスピアン・ミルズ (Crispian Mills, 1973年1月18日 - )/ボーカル、ギター

バンドの中心人物で、全ての楽曲の作曲・作詞を担当。仏教徒である。父親は映画監督のロイ・ボールティング、母親は映画『ポリアンナ』でアカデミー賞の特別賞（子役賞）を1961年に受賞したディズニー映画の名子役ヘイリー・ミルズ。しかし清純で天真爛漫なキャラクターの人気アイドル女優だった母親と、既婚で30歳以上年の離れた映画監督との不倫は大スキャンダルになり、母親のヘイリーは世間から大バッシングされて人気スターの地位から転落する結末になった。なお祖父は英国演劇界を代表する大俳優ジョン・ミルズである。ちなみに既婚者であり、妻は元モデル。
- アロンザ・ベヴァン (Alonza Bevan, 1970年10月24日 - )/ベース、ピアノ

クリスピアンと共にクーラ･シェイカーの前身バンドを結成した最古参メンバー。フィンガーピッキングを基本とした演奏技術は評価が高く、ジョニー・マーなどから、ベーシストとしての腕前は一級品と評されている。またクーラ・シェイカーのセルフ・プロデューサーを務めたこともある。両親は共にモデルであり、彼も芸能人家庭の出である。ハットを愛用している。
- ポール・ウィンターハート (Paul Winterhart, 1971年9月19日 - )/ドラムス

ジャズ奏者を両親に持つ。バンド再結成後、メンバーから「ドラム･テクニックが新たなレベルに到達している」と、ドラマーとしての上達ぶりを絶賛されているが、クリスピアン曰く、バンド活動を通じて最も「髪の毛を犠牲にした」メンバーであるらしい。
- ジェイ・ダーリントン (Jay Darlington, 1968年3月3日 - )/オルガン - 1994年にクーラ・シェイカーに加入。バンド解散後は2002年からオアシスのキーボーディストとしてツアーに参加。最近ではルースターのサポートも務めていた。2006年の再結成後は不参加だったが、2022年12月に復帰。

### 元メンバー
- ハリー・ブロードベント (Harry Broadbent, 1975年 - )/オルガン、キーボード

再結成に不参加となったジェイの後任として2006年に加入。「キロメーターズ」なるファンクバンドで演奏していた彼を、クリスピアンの従兄弟が紹介したのがキッカケで知り合い、クリスピアンいわく「まるで、クラシェクハラ王が彼を僕達に授けてくれたようだった」という神秘的な縁によってバンド入りとなった。ヒゲがトレードマーク。

## 歴史

### バンド結成
リッチモンド・アポン・テムズ・カレッジの学生だったクリスピアンは、同じ学校に通っていたアロンザと意気投合し「ニュー・オリジナルス」というバンドを結成する。前後して、ポールとクリスピアンの従兄弟をメンバーに加えると、さらに同時期に知り合ったマーカス・マクレーンという人物のバンドと合流しバンド名を「ザ・クレイズ」と改名する。1990年のことであった。
ロンドンを中心にギグを行うようになるが、バンドは名前を都合4度も変更するなど流動的な状態であった。バンドが「ザ・ケイズ」名義の1992年頃にはマーカスと従兄弟のサウルが抜け、一旦活動を休止することになる。
この間、クリスピアンは10週間のインド旅行に出かけ、そこでインド文化や仏教・ヒンドゥー教などの東洋哲学に触れ、深い感銘を受ける（ここで出会ったドン・ペッカーという人物の手引きでグラストンベリー・フェスティバルの新人用ステージに出演するという幸運を得る）。
その後、「ニュー・オリジナルス」時代からの友人でサポートとして参加していたジェイを正式メンバーとして加えたバンドは、クリスピアンのインド文化への傾倒もあってバンド名を「クーラ・シェイカー」と改名、再スタートを切った。

### デビュー～『K』期
改名直後の1995年、マンチェスターの「イン・ザ・シティ 新人バンドコンテスト」において1位に選出され（同時1位としてプラシーボがいた）、これをきっかけにしてコロムビア・レコードとメジャー契約するとさっそくアルバム制作に着手。
そして翌年1月のプレ・デビュー盤「Tattva(Lucky 13 Mix)」に続く「グレイトフル・ホウェン・ユーアー・デッド」を4月に発表するとたちまち脚光を浴び、続く「タットヴァ」でブレイク。サード・シングルの「ヘイ・デュード」は全英2位、歌詞が全編ヒンディー語のマントラで構成されているライブアンセム「ゴヴィンダ」は全英7位を獲得した。当時、絶頂を極めつつあったブリットポップブームの波に乗ったバンドは、9月にデビューアルバム『K』をリリース。初登場1位をマークしたこのアルバムは、オアシス以来のデビューアルバム最速売り上げを記録し、全英でプラチナム・セールスを達成。加えて全米と日本でもそれぞれ25万枚を売り上げるなどの大きな成功を収め、瞬く間にして大躍進を遂げた。各地を精力的に回り、11月には初来日も果たした。

### 『ペザンツ、ピッグス&アストロノーツ』期〜解散
ブリット・アウォーズ新人賞を受賞し一躍ブリットポップの寵児となったバンドは、勢いそのままにジョー・サウスのカヴァーである「ハッシュ」を全英2位に送り込み、すぐさま次作のアルバム・レコーディングを開始。
しかしこの時期、クリスピアンの「歌に込めた呪文が〜」、「ハルマゲドンが〜」などといった誤解を招く発言がプレスから叩かれ、さらに鉤十字(卍)にまつわる一連のコメントがナチス礼賛とされメディアによるバッシングを増幅させてしまう（クリスピアンは、この卍発言について、仏教において寺院を示す神聖な紋章である主旨のコメントを、不当に捻じ曲げて解釈され、スケープゴートにされたと反論している）。
バッシングが過熱する一方で、アルバムの制作も難航を極めた。完璧主義者であるクリスピアンは何度もレコーディングをやり直し、PVについても撮り直しを指示。結果、莫大な資金を投じて1999年にセカンド・アルバム『ペザンツ、ピッグス&アストロノーツ』がリリースされた。スピリチュアルなコンセプトをより推し進め、東洋哲学をとことん追求した深遠なサイケ作品に仕上がったこのアルバムは、「サウンド・オブ・ドラムス」などのヒット･シングルを生み、全英9位に入ったものの、前述のバッシングの影響や、終息したブリットポップブームへの反動もあってか、全英での売り上げは約10万枚と商業的には前作ほどの成功を収めることができなかった。しかしながら日本においては、アルバムは14万枚もの売り上げで大ヒットを記録。セールスが日英で逆転する珍現象が起きていた。
これまでのバッシングに加えアルバム制作への出費がかさみ、機能不全に陥ったバンドは9月に解散を発表。デビューからわずか3年という短い期間でロックのメインストリームから姿を消してしまうのであった。

### その後～ザ・ジーヴァズ期
解散後、バンドのメンバーはそれぞれの音楽活動を開始。ジェイはオアシスのサポート・キーボーディストに迎えられ、ポールはブライトンの音楽学校で講師を務め、アロンザはジョニー・マー、ザック・スターキーと3人で「ジョニー・マー＆ザ・ヒーラーズ」を立ち上げた。
クリスピアンはロビー・ウィリアムズとツアーするなどのソロ活動を経て、2002年に3ピースバンド「ザ・ジーヴァズ」を結成。クーラ・シェイカー時代のインド志向を廃したシンプルなギターロックを展開する。
1stアルバム『1-2-3-4』は日本で10万枚以上を売り上げたが、しかし本国では商業的に振るわず、そのままジーヴァズは2004年に解散してしまう。

### 再結成〜『ストレンジフォーク』期
2005年の春頃、クリスピアンのもとに「『School Braja』というチャリティーアルバムにクーラ・シェイカー名義で新曲を収録してくれないか」という依頼が舞い込む。それを受けて、元のメンバーに打診したところ、ジェイ以外のメンバーでバンド復活が実現する（ジェイはオアシスでサポーターとして活動）。当初は限定的な再結成の予定だったが、アロンザ曰く「長い間一緒にやっていなかったのに、すべてが元通りになってうまくフィットしたんだよ」という自然な成り行きで「クーラ・シェイカー再結成」が正式発表された。ジェイの後任には、クリスピアンの従兄弟の紹介でハリーが加入。
再始動の門出を飾るかのように2006年のフジロックフェスティバルにレッド･マーキーのトリにて出演。来日直前にリリースした5曲入りミニアルバム『リヴェンジ・オヴ・ザ・キング(王者の逆襲)』は、洋楽EPとしては異例の日本国内盤約1万枚のセールスを記録し、フジロックでは入場規制が布かれる盛況ぶりだった。
日本での復活ライブを大成功させたバンドはさっそく新作の制作に着手。しかしプロデューサーやアロンザの家族が立て続けに病気に見舞われたことでたびたびレコーディングが中断されてしまう。そのため予想以上の時間を要し幾度かの発売延期を繰り返しながら、翌2007年6月に日本先行で、8年振りとなるサード・アルバム『ストレンジフォーク』が自主レーベルからインディーズ作品として発表された。

メンバーそれぞれの音楽活動を経て、全体的にそれまでのインド色がやや減退し、ブルージーかつフォーキーなアプローチが強いオーガニックな出来となった（ちなみに、収録曲の「ソング・フォー・ラヴ/ナーラーヤナ」は、クリスピアンがプロディジーの大ヒットアルバム『ザ・ファット・オブ・ザ・ランド』にて共作した曲をアレンジしたものである）。

このアルバム・リリースに伴って7月には前年に引き続きフジロックに出演。さらに翌2008年には、1999年以来の単独日本ツアーが実現し、追加公演含め全公演がソールドアウトした。

### 『ピルグリムス・プログレス』期
2010年、4作目のアルバム『Pilgrim's Progress』を発表。チャートでは全英トップ100には入らなかった一方、日本ではオリコン37位を記録し、日本での根強い人気を見せた。
7月、3年ぶりとなるフジロックに出演。

### その後
2016年にアルバム『K 2.0』をリリースし、同年11月に『K』の完全再現をうたった来日公演を行った。
2022年にアルバム『ファースト・コングリゲイショナル・チャーチ・オブ・エターナル・ラヴ・アンド・フリー・ハグス』を発表、夏にはサマーソニックで来日した。同年12月にジェイが復帰し、2023年2月にオリジナルメンバーで来日公演を行った。2024年2月にアルバム『ナチュラル・マジック』を発表し、同月にちょうど1年振りに来日公演を行う。

## ディスコグラフィー

### オリジナル・アルバム
- K (K)/1996年 - 全英1位
- ペザンツ、ピッグス&アストロノーツ (Peasants, Pigs and Astronauts)/1999年 - 全英9位
- ストレンジフォーク(Strangefolk)/2007年 - 全英69位、オリコン32位
- ピルグリムス・プログレス(Pilgrim's Progress)/2010年 - 全英117位、オリコン37位
- K 2.0/2016年
- ファースト・コングリゲイショナル・チャーチ・オブ・エターナル・ラヴ・アンド・フリー・ハグス(1st Congregational Church Of Eternal Love And Free Hugs)/2022年
- ナチュラル・マジック(Natural Magick)/2024年

### ベスト・アルバム
- ザ・ベスト・オブ・クーラ・シェイカー (Kollected - The Best Of)/2003年
- Tattva : The Very Best Of Kula Shaker/2007年

### シングル
以下の順位は全て全英チャートによる
- Tattva (Lucky 13 Mix)/1996年
- グレイフル・ホウェン・ユア・デッド (Grateful When You're Dead)/1996年 - 35位
- タットヴァ(Tattva)/1996年 - 4位
- ヘイ・デュード (Hey Dude)/1996年 - 2位(※日本で放送されていた音楽番組『BEAT UK』(フジテレビ系)ではシングルチャート首位を獲得)
- ゴヴィンダ (Govinda)/1996年 - 7位
- ハッシュ (Hush)/1997年 - 2位
- サウンド・オブ・ドラムス (Sound of Drums)/1998年 - 3位
- ミスティカル・マシン・ガン (Mystical Machine Gun)/1999年 - 14位
- シャワー・ユア・ラヴ (Shower Your Love )/1999年 - 14位
- セカンド・サイト (Second Sight)/2007年 - 101位(インディーチャートでは5位)

### EP
- Summer Sun EP/1997年
- リヴェンジ・オブ・ザ・キング (Revenge of the King)/2006年
- フリーダム・ラヴィン・ピーポーEP (Freedom Lovin' People EP)/2007年　※8888枚限定

## 日本公演
- 1996年
- 1999年
- 2006年 FUJI ROCK FESTIVAL 06
- 2007年 FUJI ROCK FESTIVAL 07
- 2008年
- 2010年 FUJI ROCK FESTIVAL 10
- 2016年 FUJI ROCK FESTIVAL 16
- 2016年 11月
- 2022年 SUMMER SONIC 2022
- 2023年 2月
- 2024年 2月